# Frederick York Powell
Frederick York Powell (* 4. Januar 1850 in Bloomsbury, London; † 8. Mai 1904 in Oxford) war ein Historiker. Er war Regius Professor of Modern History an der Universität Oxford.

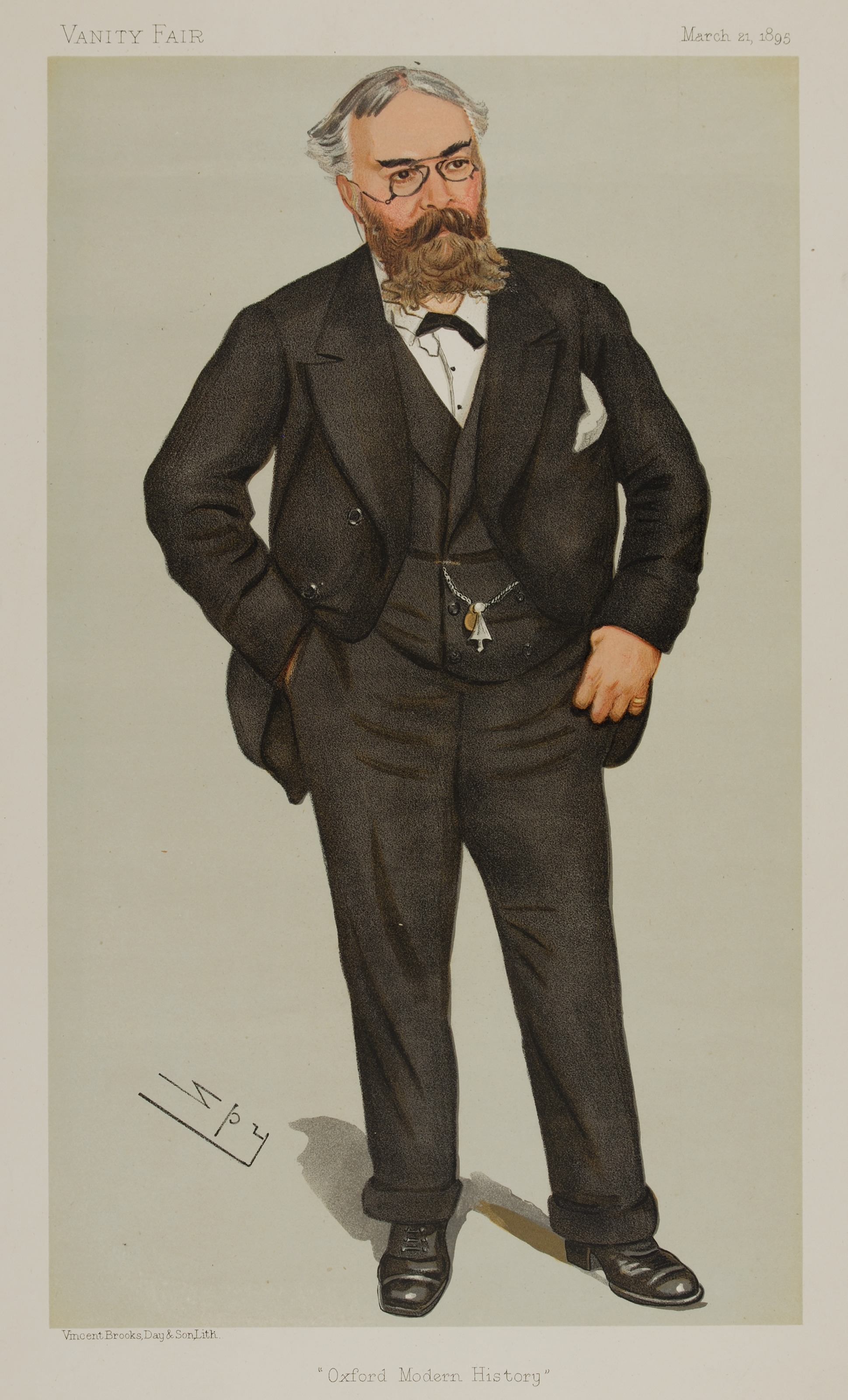
Frederick York Powell, Vanity Fair 1895

Er verbrachte einen Großteil seiner Jugend in Frankreich und Spanien, ging auf die Rugby School und studierte 1868 bis 1872 an der Universität Oxford. Danach wurde er Anwalt (Zulassung 1874) und lehrte ab 1874 Jura am Christ Church College in Oxford. 1894 wurde er Regius Professor of Modern History.
Er hatte vielfältige Interessen, befasste sich mit altnordischer Literatur und arbeitete hier mit Guðbrandur Vigfússon zusammen, interessierte sich aber auch für französische Poesie und lud Paul Verlaine, Stéphane Mallarmé und Émile Verhaeren zu Vorträgen in Oxford ein. Als Historiker hinterließ er weniger Spuren, wirkte aber anregend als Lehrer und er stimulierte das Studium mittelalterlicher Literatur in Großbritannien.
1901 wurde er Ehrendoktor in Glasgow. Er war kurz vor seinem Tod Präsident der Folklore Society.

## Schriften
- mit Gudbrand Vigfusson Corpus poeticum boreale: the poetry of the Old Northern tongue, from the earliest times to the thirteenth century, 2 Bände, New York 1965
- mit Vigfusson: Norse mythology; the Elder Edda in prose translation, Archon Books 1974
- mit Vigfusson: Origines islandicae : a collection of the more important sagas and other native writings relating to the settlement and early history of Iceland, Millwood 1976
- Early England, up to the Norman conquest, New York: Harper 1877
- mit Thomas Frederick Tout: History of England, 3 Bände, Longmans, Green 1898–1900
- Alfred the Great and William the Conqueror, London 1881
- Er trug auch zu einer Ausgabe der dänischen Geschichte des Saxo Grammaticus von Oliver Elton und anderen bei